# Андрушків Ярослав Михайлович
Ярослав Михайлович Андрушків (нар. 14 березня 1953, місто Львів) — український політичний діяч, перший голова Всеукраїнського об'єднання «Свобода», що тоді називалося Соціал-національна партія України.

## Життєпис
В 1977 р. закінчив Львівський медичний інститут за фахом лікар-психіатр, а в 1982 р. — його ординатуру. Кандидат медичних наук.
Працював дільничним лікарем у Львівському психоневрологічному диспансері (1982—1993). Був одним з перших тренерів карате у Львові. Один з ініціаторів відродження «Пласту» на Львівщині.
В 1988 р. стає членом Народного Руху України, а з 1990 р. на громадських засадах керує навчальним відділом «Варти Руху» — підрозділу, що мав забезпечувати охорону заходів Львівської крайової організації Руху. 
Один з ініціаторів створення, а з 1991 р. — лідер Соціал-національної партії України. Від 1999 р. — шеф-редактор видавництва «Орієнтири».
В 2004 р. залишає політику, починає займатися бізнесом.
Одружений, має доньку.